# Olios flavidus
Olios flavidus är en spindelart som först beskrevs av O. Pickard-Cambridge 1885.  Olios flavidus ingår i släktet Olios och familjen jättekrabbspindlar. Inga underarter finns listade i Catalogue of Life.